# Yoshida Hiroyuki
Hiroyuki Yoshida (sinh ngày 25 tháng 11 năm 1969) là một cầu thủ bóng đá người Nhật Bản.

## Sự nghiệp câu lạc bộ
Hiroyuki Yoshida đã từng chơi cho Júbilo Iwata, Fukuoka Blux, Consadole Sapporo, Blaze Kumamoto và Honda.